# Ponte Vecchio (Bassano del Grappa)
El llamado Ponte Vecchio (en español, puente Viejo), puente de Bassano o puente de los Alpinos (del italiano: Ponte degli Alpini), es un antiguo puente italiano cubierto que atraviesa el río Brenta que se encuentra en la ciudad de Bassano del Grappa, en la provincia de Vicenza, y que es considerado uno de los puentes más emblemáticos del país. Construido totalmente en madera, ha sufrido numerosas intervenciones y reconstrucciones desde su creación, documentada en 1209 por Gerardo Maurisio. El puente actual se basa en un diseño de Andrea Palladio de 1569.

## Historia

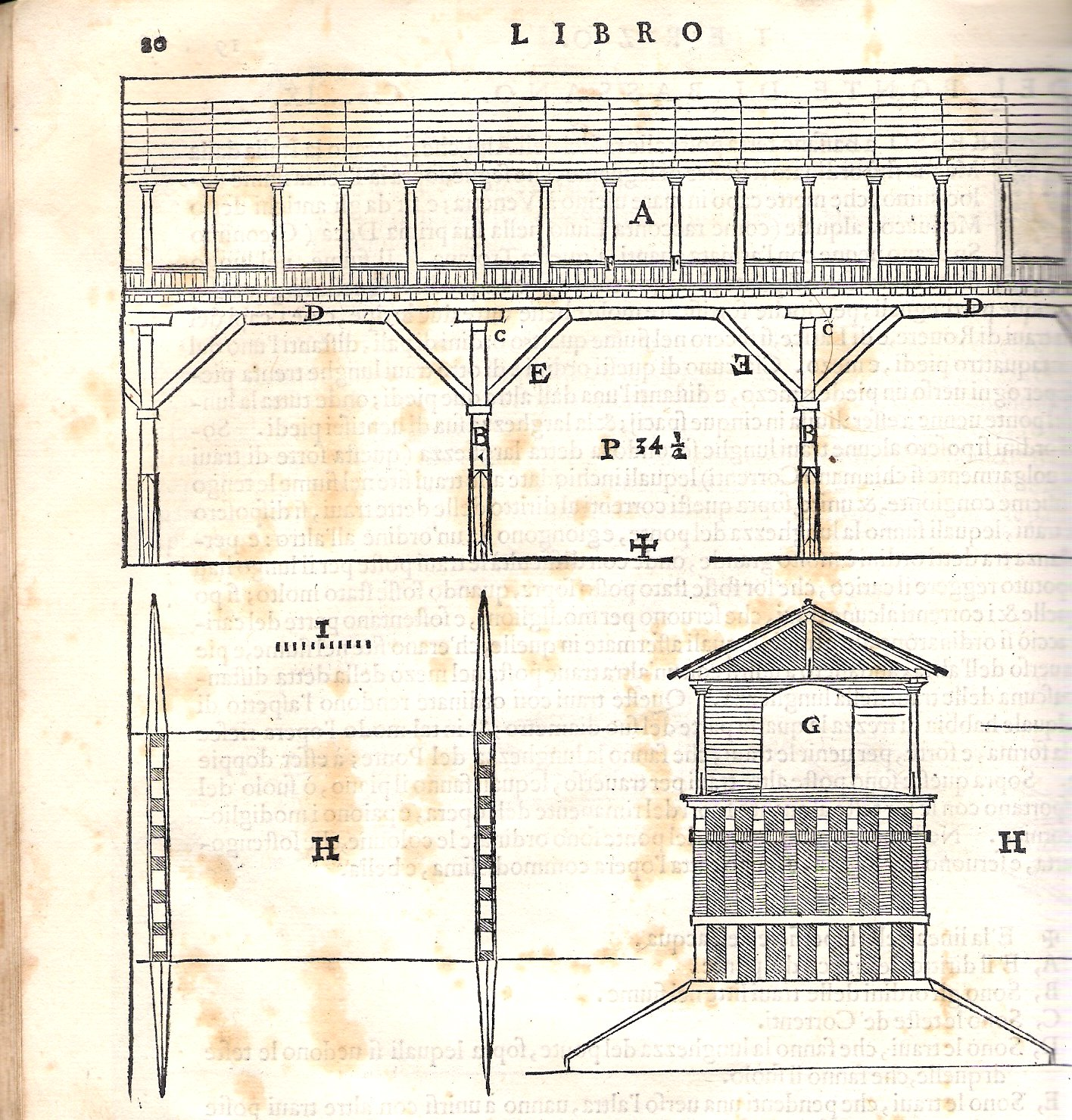
El puente en I quattro libri dell'architettura (libro III) publicado por Palladio en 1570

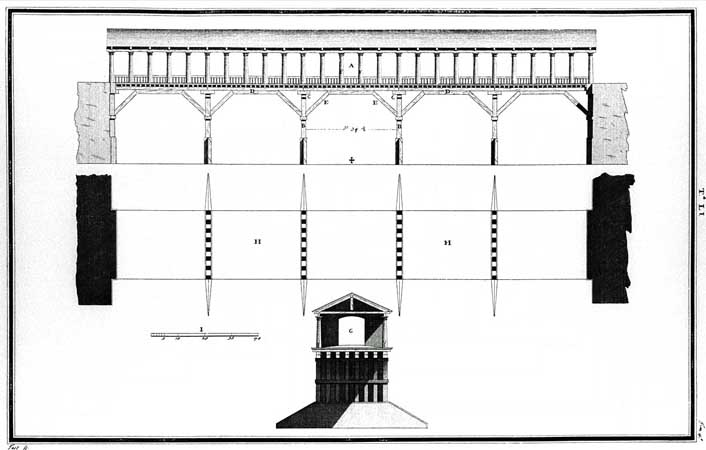
El puente en un levantamiento de Ottavio Bertotti Scamozzi, 1773

El puente preexistente de 1209 al 1569 era una estructura de madera sobre piloni (pilones) con cubierta y que constituía la vía de comunicación fundamental entre Bassano y Vicenza.

### El proyecto de Palladio
En octubre de 1567 hubo una fuerte inundación del río Brenta que abatió el histórico puente existente. El arquitecto Andrea Palladio fue involucrado en la reconstrucción en los meses inmediatamente después del derrumbe: primero, diseñó un puente de piedra completamente diferente del anterior, con tres arcos siguiendo el modelo de los antiguos puentes romanos. El consejo de la ciudad, sin embargo, desecho el proyecto, requiriendo al arquitecto que no se desviase demasiado de la estructura tradicional.
En el verano de 1569 Palladio presentó luego un segundo proyecto definitivo con un puente de madera que rememoraba la estructura anterior, aunque radicalmente renovada en términos de soluciones técnicas y estructurales, y de gran impacto visual. La única referencia a un lenguaje arquitectónico es el uso de columnas toscanas como soportes del arquitrabe que sujeta la cubierta.

### Demolición y reconstrucción

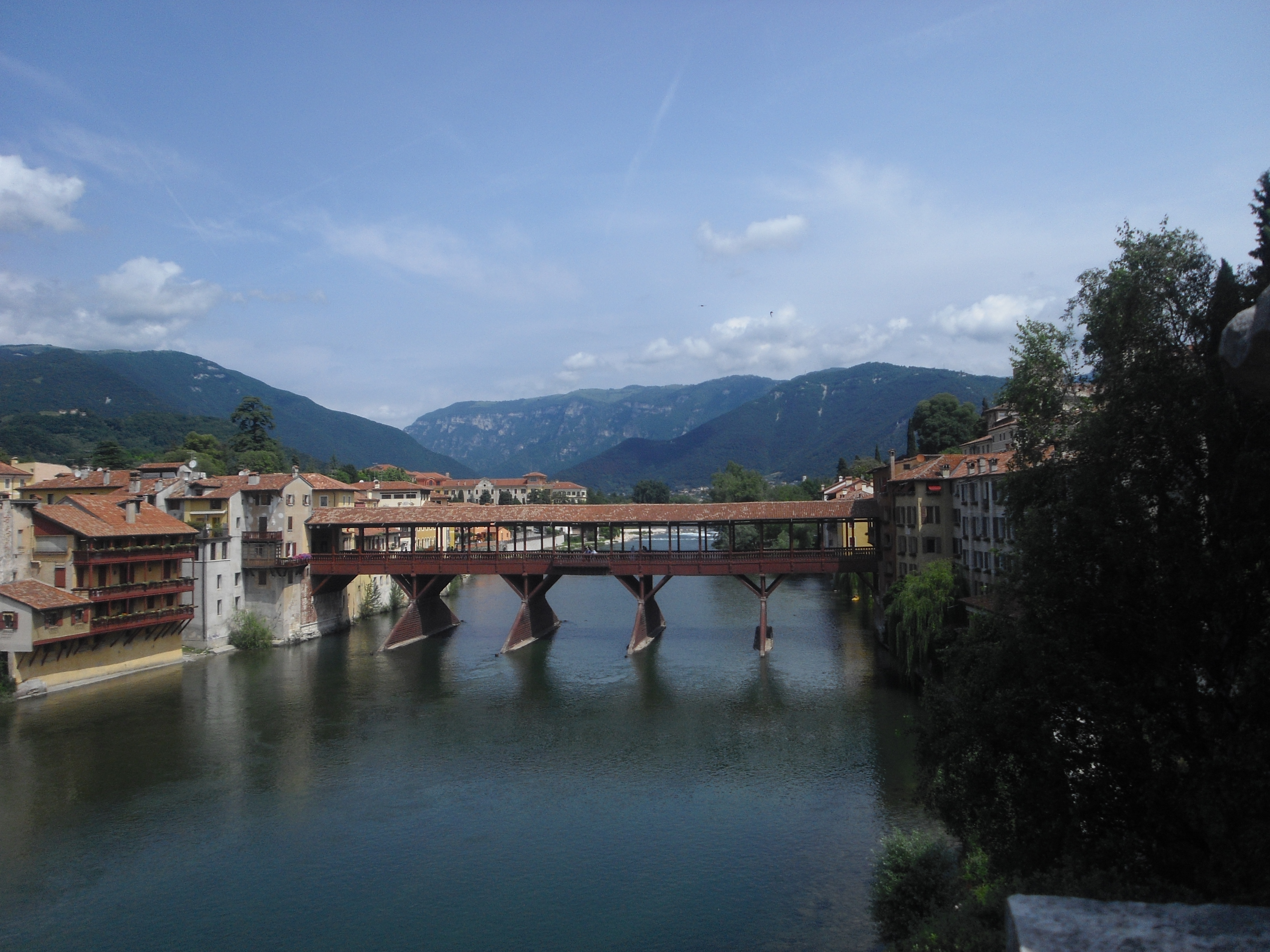
Vista panorámica del puente desde el sur, orilla oriental

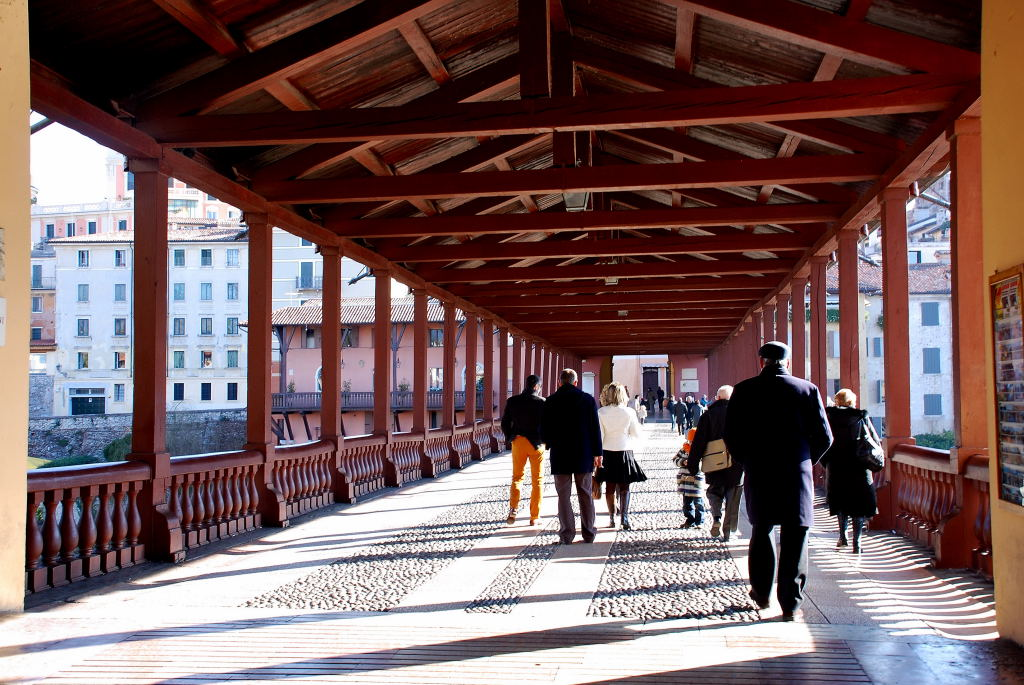
Vista a nivel de la calzada cubierta con estructura de vigas de madera

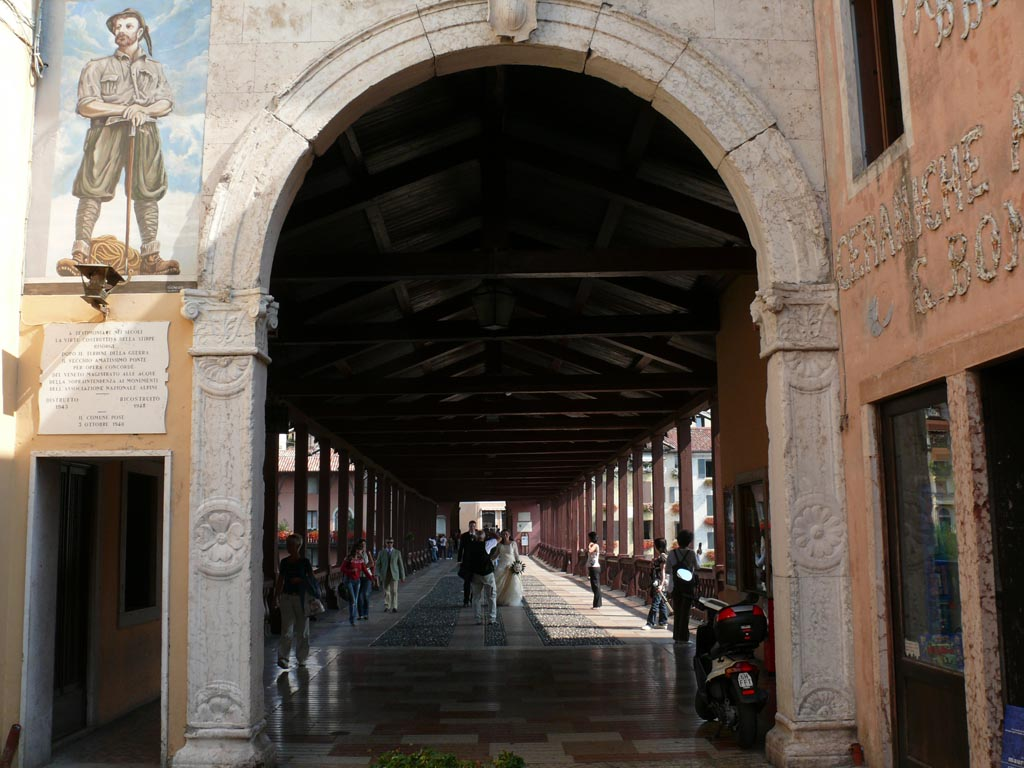
Un testero del puente

Confirmando la eficiencia tecnológica de la estructura de Palladio, el puente resistió durante casi doscientos años, colapsando como resultado de la gran inundación del Brenta del 19 de agosto de 1748. El puente fue reconstruido por Bartolomeo Ferracina siguiendo fielmente el diseño de Palladio.
En 1813 el puente fue destruido por el fuego por orden del virrey  Eugenio de Beauharnais y fue reconstruida en 1821 por Angelo Casarotti, con las mismas formas anteriores.
Durante la Primera Guerra Mundial sobre el célebre puente pasaron las tropas italianas del general Luigi Cadorna para hacer frente a la rápida defensa de los territorios de la altopiano dei Sette Comuni (de este evento nació el apodo de Ponte degli Alpini).[cita requerida]
El puente fue entonces arrasado por tercera vez el 17 de febrero de 1945, apenas pasadas las siete de la tarde, hora en que comenzaba el toque de queda, cuando el Ponte Vecchio de Bassano fue destrozado por una fuerte explosión. La acción de sabotaje, que formaba parte de un plan más amplio de los aliados contra los puentes de la Pedemontana, fue llevado a cabo por un grupo de 15 partisanos armados y en bicicleta, dos de los cuales remolcaban un carro cargado con los explosivos activados. El daño fue considerable y hubo dos víctimas. El comandante del grupo era Primo Visentin nombre de guerra Masaccio, como recuerda una placa que todavía existe hoy en el puente. En represalia, los nazis sacaron de la cárcel tres partisanos que fueron fusilados en el puente(Federico Alberti, Cesare Lunardi e Antonio Zavagnin) con el habitual cartel que llevaba las palabras «Yo soy un bandido» ("Io sono un bandito".) El puente fue reconstruido en 1947 según el diseño original de Palladio.
El puente, al fin, fue severamente dañado por la excepcional crecida del 4 de noviembre de 1966, después de la cual se llevó a cabo una sistemática restauración estructural.

## La canción popular

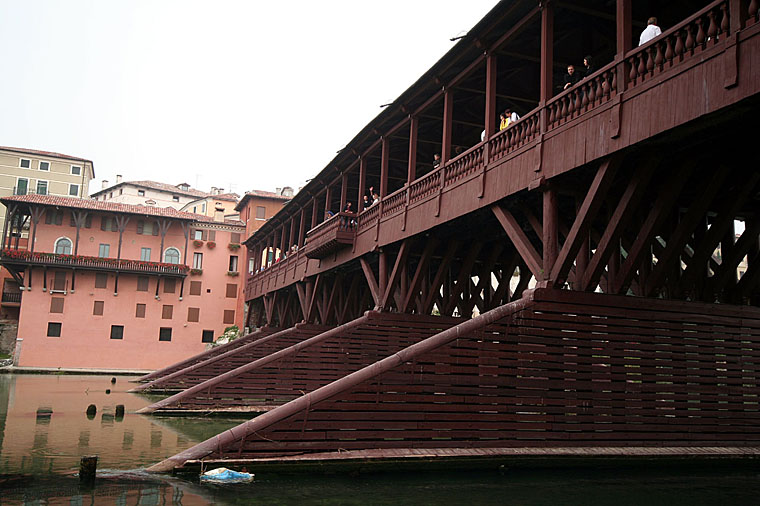
El puente visto desde la orilla del Brenta

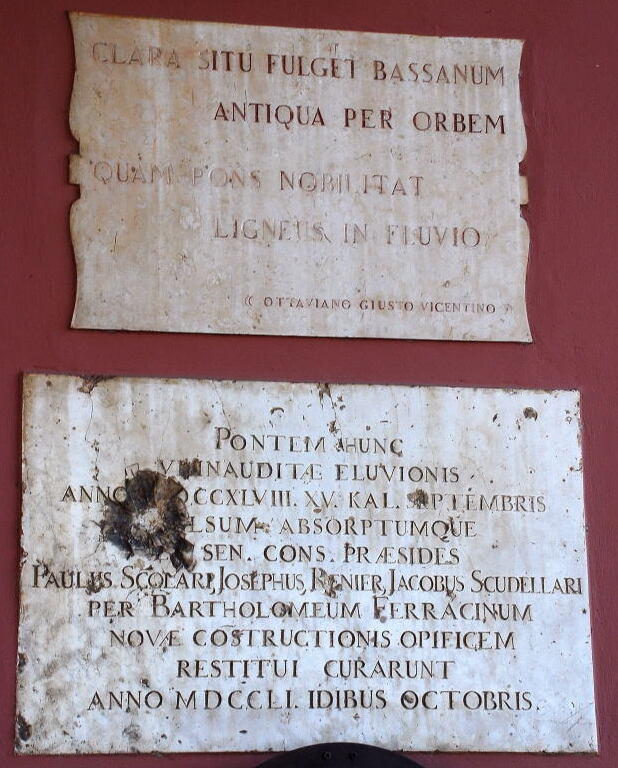
Lápidas en la cabeza del puente; en la parte inferior recuerda la reconstrucción de Bartolomé Ferracina del.

Hay una canción popular sobre el puente:

Sul ponte di Bassano

là ci darem la mano

là ci darem la mano

ed un bacin d'amor.

Per un bacin d'amore

successe tanti guai

non lo credevo mai

doverti abbandonar.

Doverti abbandonare

volerti tanto bene

è un giro di catene

che m'incatena il cor.

Che m'incatena il cuore

che m'incatena il fianco

non posso far di manco

di piangere e sospirar.
Sobre el puente de Bassano

allí nos daremos la mano

allí nos daremos la mano

y un besito de amor.

Por un besito de amor

sucedieron tantos líos

no lo creí jamás

deberte abandonar.

Deberte abandona

quererte tan bien

es un giro de cadenas

que me encadena el corazón.

Que me encadena el corazón

que me encadena el flanco

no puedo hacer otra cosa

que llorar y suspirar.